# Victor-François de Broglie
Victor François de Broglie, 2n duc de Broglie (1718—1804) fou un aristòcrata francès i Mariscal de França. Va servir amb el seu pare, François-Marie, 1r duc de Broglie, a Parma i Guastalla, i el 1734 va obtenir el grau de coronel.
A la Guerra de Successió Austríaca va participar en l'assalt de Praga el 1742 i va ser nomenat general. Entre els anys 1744 i 1745 va servir al Rin, i va succeir el seu pare com a 2n duc de Broglie a la mort del vell duc el 1745. Va ser nomenat Maréchal de camp, i posteriorment va servir amb el mariscal de Saxe als Països Baixos, on va ser present a Roucoux, Val i Maastricht. Al final de la guerra va ser ascendit a tinent general.
Durant la Guerra dels Set Anys va servir successivament sota el comandament del duc d'Estrées, el príncep de Soubise i el mariscal de Contades, sent present en totes les batalles des de Hastenbeck en endavant. La seva victòria sobre el príncep Ferran a Bergen el 1759 li va valer el grau de mariscal de França del rei Lluís XV de França i el títol de Príncep del Sacre Imperi Romanogermànic (Reichsfürst) de l'emperador Francesc I.
El 1759 va guanyar la batalla de Bergen i va seguir amb la captura de la ciutat de Minden (Rin del Nord-Westfàlia), lluitant més endavant a la batalla de Minden sota les ordres de Contades, a qui va succeir en el comandament. El 1760 va guanyar una acció a la batalla de Korbach, però va ser derrotat en la batalla de Langensalza i la batalla de Villinghausen el 1761. Després de la guerra va caure en desgràcia i no va ser tornat a cridar al servei actiu fins al 1778, quan se li va donar el comandament de les tropes destinades a operar contra la Gran Bretanya, quan França va intervenir al costat de les Tretze Colònies durant la Guerra de la Independència dels Estats Units. Va tenir un paper important a la Revolució Francesa, a la qual es va oposar amb determinació; va comandar tropes a Versalles el juliol de 1789 i va servir breument com a ministre de guerra de Lluís XVI de França abans de fugir de França. Després de la seva emigració, el duc de Broglie va comandar l'"Exèrcit dels Prínceps" per un breu període (1792).
Arran de la mort del fill gran del duc, Charles-Louis-Victor, príncep de Broglie, durant el Terror, la successió va recaure en el seu net, que esdevindria el tercer duc de Broglie. Va morir a Münster el 1804.

## Núpcies i descendents
Es va casar en primeres núpcies l'any 1736 amb Marie Anne du Bois de Villiers (1720-1751), amb qui va tenir tres fills, tots morts abans de l'edat adulta.
- François (1737)
- Alexis (1738-1739)
- Charles (1744-1747)

L'any 1752 es va casar amb Louise Crozat (1733-1813), amb qui va tenir fins a dotze fills:
- Louise Augustine Thérèse, princesa de Broglie i del Sacre Imperi (1753-1771), casada el 1768 amb el comte de Damas-Crux.
- Charlotte Amélie Salbigothon (1754-1795), casada amb Franz Ludwig von Helmstatt
- Adélaide (1755-1755)
- Victor, príncep de Broglie (1756–1794). Militar i polític. Pare de Victor, 3r duc de Broglie.
- Victor-François (1761)
- Auguste Joseph, príncep de Broglie-Revel (1762-1795), casat el 1782 amb rançoise de La Brousse de Verteilhac
- Adélaide Françoise (1764-1852), casada el 1782 amb Stanislas, marquès de Boisse
- Charles (1765-1849)
- Maurice-Jean (1766-1821), bisbe.
- Eugène (1770-1773)
- Aglaé (1771-1846), casada el 1788 amb Casimir, marquès de Murat de l'Estang
- Victor Amédée Marie (1772-1852), militar i polític, casat el 1801 amb Geneviève de Montreuil